# Арбузовка (Арбузовский сельсовет)
Арбу́зовка — станция в Павловском районе Алтайского края. Административный центр Арбузовского сельсовета. Основана в 1959 году.

## География
Станция находится на железной линии Барнаул — Кулунда, на расстоянии 35 км от села Павловск, административного центра района.

### Климат
Климат умеренно континентальный, благоприятный для ведения сельского хозяйства. Средняя температура января — −18,6 °C, июля — +20 °C. Годовое количество атмосферных осадков — 370 мм.

## Население
| 1997 | 1998  | 1999  | 2000  | 2001  | 2002  |
| ---- | ----- | ----- | ----- | ----- | ----- |
| 1074 | ↗1078 | ↘1042 | ↗1074 | ↘1072 | ↗1074 |
| 2003 | 2004  | 2005  | 2006  | 2007  | 2008  |
| ↘935 | ↗983  | ↗1008 | ↘997  | ↘988  | ↘985  |
| 2009 | 2010  | 2011  | 2012  | 2013  | 2019  |
| ↘901 | ↘849  | ↘848  | ↗849  | ↗868  | ↘815  |

## Улицы
| - ул. Зелёная, - ул. Ленина, - ул. Мира, - ул. Молодёжная, - ул. Новая, | - ул. Полевая, - ул. Привокзальная, - ул. Садовая, - ул. Советская, - ул. Степная, | - ул. Труда, - ул. Целинная, - ул. Центральная, - ул. Школьная, - ул. Энтузиастов. |

## Инфраструктура
В селе функционируют МБОУ «Арбузовская СОШ», детский сад, сельский дом культуры, сельская библиотека, спортивный зал со спортивной площадкой.

## Известные уроженцы
- Маурер, Эдуард Сергеевич (1990—2024) — российский военнослужащий, младший лейтенант, Герой Российской Федерации.